# Тит Квинкций (консул 349 года до н. э.)
Тит Квинкций (лат. Titus Quinctius; IV век до н. э.) — римский политический деятель из патрицианского рода Квинкциев. Согласно Диодору Сицилийскому, Тит Квинкций был консулом 349 года до н. э. вместе с Марком Эмилием. При этом Тит Ливий называет консулами этого года Луция Фурия Камилла и Аппия Клавдия Красса.
Больше о Тите Квинкции ничего не известно.